# Ot d'Urgell

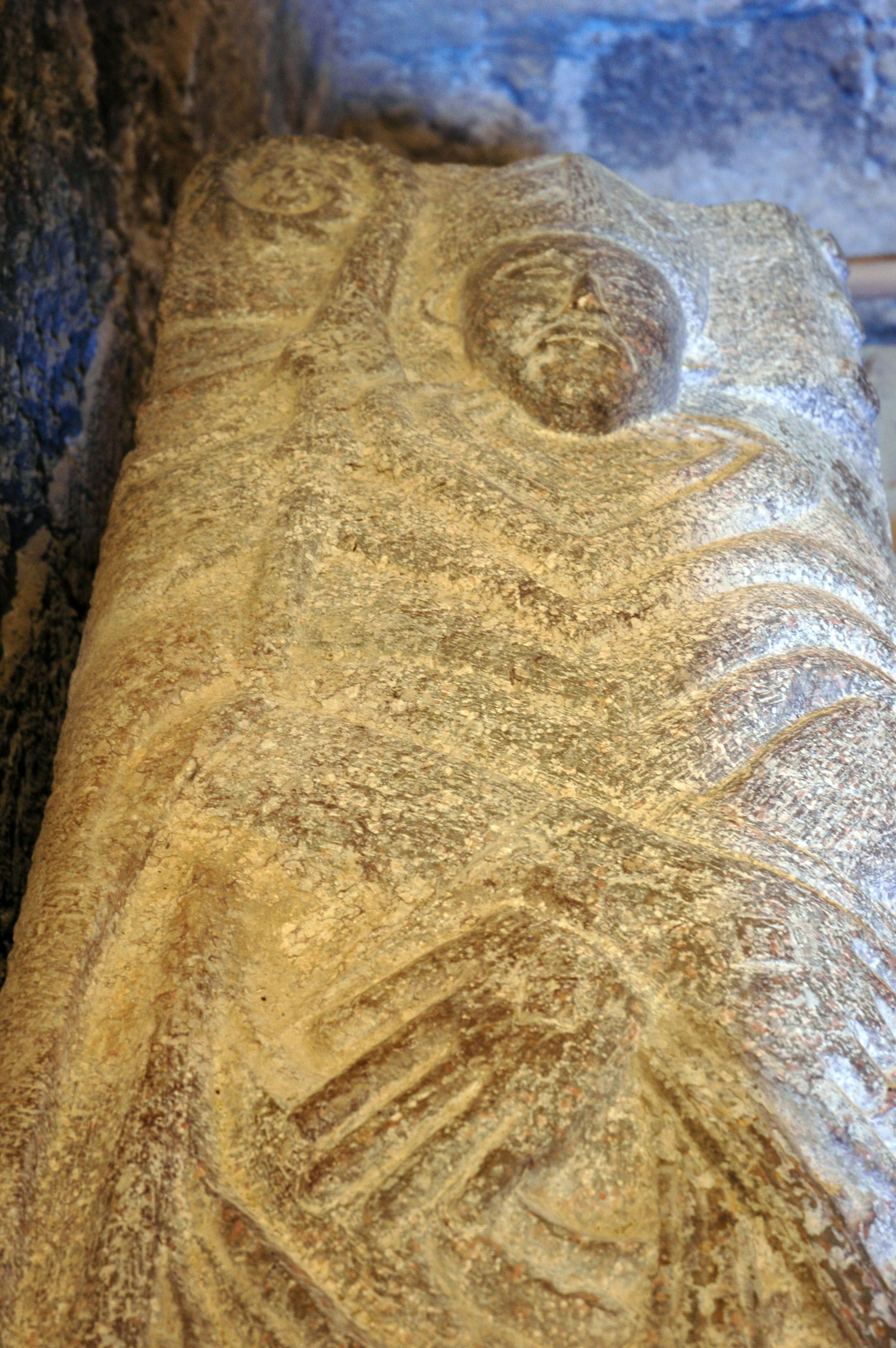
Tomba d'Ot d'Urgell a Santa Maria de Gerri

Ot —també Odó o Dot— anomenat Ot d'Urgell (Sort, ca. 1065 - Monestir de Santa Maria de Gerri, 7 de juliol de 1122) fou bisbe d'Urgell i venerat com a sant al si de l'Església catòlica. Sant Ot és el tercer bisbe santificat entre els bisbes de la seu urgellesa. El primer és Just d'Urgell, el bisbe del segle vi i el segon Sant Ermengol d'Urgell.

## Biografia
De família noble, era fill dels comtes de Pallars Sobirà, Artau I i Llúcia de la Marca, germana de la comtessa de Barcelona Almodis, per això també és conegut com a Ot de Pallars. D'un pare arrauxat i violent, que morí excomunicat, en va sortir un fill sacerdot, bisbe i sant. Segons la documentació, consta que l'any 1087 era ardiaca de la Seu d'Urgell i és esmentat com a bisbe electe d'Urgell l'any 1095.

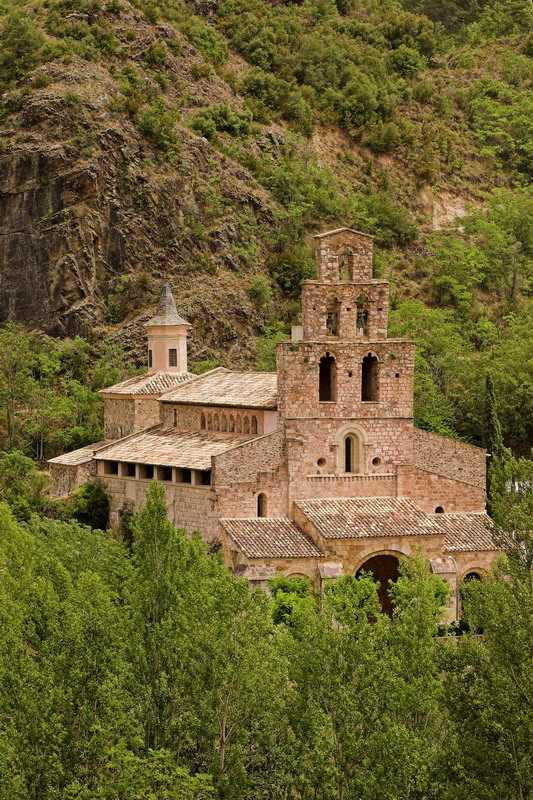
monestir de Gerri de la Sal, on Ot fou abat i és enterrat

Segons sembla deduir-se de les notícies escrites, Ot fou nomenat successor de Guillem Arnau de Montferrer (1092-1095), mentre aquest encara ostentava el càrrec episcopal. S'ha de pensar, doncs, que obtingué el beneplàcit del bisbe sortint i de la comunitat canonical urgellenca. Pel que es desprèn dels documents, hom creu que fou nomenat bisbe l'any 1097, ja que en un document del 28 de maig d'aquest any se l'esmenta com novi electi episcopi i el 23 d'octubre ja se l'anomena Urgellensis sedis episcopo.
Ot d'Urgell intentà mantenir un equilibri de poders tant en l'àmbit polític com eclesiàstic, dels quals destaquen les convinences amb els comtes Pere Ramon I de Pallars Jussà i Ermengol V d'Urgell, que va ajudar el 1101 en la primera conquesta de Balaguer. Sobresortí per la fermesa i el seny amb què solucionà els problemes, molt de temps debatuts a l'Església d'Urgell, sobre usurpació de béns per part de nobles i n'obtingué la restitució dels comtes d'Urgell i de Pallars i alguns nobles. En ésser erigida la seu de Barbastre per trasllat de la de Roda de Ribagorça, reclamà les esglésies de la seva diòcesi que havien passat a aquella església (1101) el que ocasionà la intervenció dels papes Urbà II i Pasqual II: ja l'any 1098, a instàncies d'Ot, el papa Urbà II havia confirmat els béns i el territori del bisbat d'Urgell.
Durant el seu pontificat consagrà diverses esglésies com les de Guissona i Sant Julià de Cerdanyola, i promogué la construcció d'altres, entre les quals destaca la Catedral d'Urgell.
Fundà confraries a Santa Maria de Lillet (1100) i a Gerri (1122) per fomentar la devoció i la restauració d'ambdós monestirs. Especialment, va afavorir aquest últim cenobi. Va procurar-li la restitució de béns i va afiliar-lo el 1096 a la comunitat de Sant Víctor de Marsella. Era l'abat de Gerri un quant temps i hi va morir el dia 7 de juliol de l'any 1122.
Fou enterrat al monestir de Santa Maria de Gerri.

## Veneració
Poc després de la mort, el seu sepulcre es convertí en un lloc de pelegrinatge. El 1133, el seu successor, Pere Berenguer, en decretà el culte com a sant, que se celebra el 7 de juliol. Tingué ofici propi en el breviari fins a la reforma de Pius V de 1568. Sant Ot és patró de la Seu d'Urgell.
Els feligresos veneraven les seves despulles a una capella a la Catedral d'Urgell, destruïda durant la Guerra Civil (1936-1939). Militants de la CNT - FAI incendiaren el retaule i el sarcòfag amb les relíquies.